# Олів Чекленд
Олів Едіт Чекленд (до шлюбу Ентоні; 6 червня 1920 — 8 вересня 2004) — англійська історикиня і письменниця, яка спеціалізувалась на культурних, економічних і соціальних відносинах між Японією та Сполученим Королівством після 19 століття. Після вступу на факультет географії в Бірмінгемському університеті разом з чоловіком Сіднеєм Чеклендом створила Школу економічної історії Університету Глазго і відредагувала повторну публікацію англійського Закону про внесення змін до закону про бідних 1834 року. Працювала над дослідженням шотландських законов про бідних.

## Біографія
Чекленд народилась 6 червня 1920 року на Ліндгерст-авеню, 20 у передмісті Ньюкасл-апон-Тайна Джесмонді, єдиною дочкою мандрівника гравера процесу та колишнього кухаря Королівського флоту Роберта Фрейзера Ентоні та домогосподарки Едіт Ентоні, до шлюбу Філіпсон. Коли Велика депресія вплинула на країну, сім'я переїхала до Бірмінгема, щоб її батько міг знайти роботу. Чекленд вчилася в місцевій школі і стала старостою. Вона досягла хороших успіхів у навчанні і вступила на географічний факультет Бірмінгемському університеті в 1938 році, ставши першою з родини, хто отримав вищу освіту. Чекленд захоплювалася студентськими справами в університеті.
11 вересня 1942 року одружилася зі студентом економіки Сіднеєм Чеклендом, народила п'ятьох дітей. Чекленд доглядала за чоловіком, коли він відновлювався від поранень, отриманих у Фалезському котлі під час висадки в Нормандії. 
8 вересня 2004 року Чекленд померла від серцевої недостатності, коли жила з одним із своїх дітей у Суонсі. Вона померла перед усіма п'ятьма своїми дітьми.

## Кар'єра
З 1957 по 1982 рік вона разом з чоловіком працювала над створенням Школи економічної історії Університету Глазго та контактувала з викладачами та студентами старших курсів. Чекленд організувала та керувала робочим днем свого чоловіка, мала вплив на працевлаштування його першого секретаря департаменту і активно працювала у соціальному та академічному плані з університетом. Вона брала участь у зборі та знищенні бізнес-документів фінансово незахищених шотландських компаній. Її родина допомогла прихистити угорських, а пізніше чилійських біженців, які втікали від президентства Сальвадора Альєнде.
У 1974 році Чекленд та її чоловік відредагували повторне видання Закону про внесення змін до закону про бідних 1834 року, а потім дослідження шотландських законов про бідних. Чекленд і Боб Кейдж писали про експеримент з надання допомоги бідним Святого Іоанна, проведений Томасом Чалмерсом у Глазго з 1819 по 1823 рік. Публікація її першої книги «Благодійність у вікторіанській Шотландії — соціальне забезпечення та принцип добровільності» відбулася в 1980 році. Книжка принесла Чекленд премію Шотландської ради мистецтв. Через два роки вона та Маргарет Лемб разом із чоловіком у 1984 році написали спільне дослідження «Охорона здоров'я та соціальна історія, справа Глазго» та «Промисловість та етос Шотландії, 1832—1914». Її чоловік помер в 1986 році. Вона знаходить розраду та щастя в дослідженнях і письменництві і спеціалізується на британсько-японських культурних, економічних і соціальних відносинах після 19 століття. У 1989 році Чекленд опублікувала книгу «Зустріч Британії з Японією Мейдзі, 1868—1912», в якій розповідалося про те, як Японія посилала своїх найкращих громадян навчатися виробничим здібностям. Після цього в 1993 році була видана книга «Humanitarianism and the Emperor's Japan, 1877—1977», яка досліджує хорошу та погану поведінку японських солдатів по відношенню до військовополонених під час війни 20-го століття.
Чекленд, Сізуя Нісімура та Норіо Тамакі спільно відредагували книгу «Pacific Banking 1859—1959: East Meets West» у 1994 році, а через два роки написали книгу «Isabella Bird and a Woman's Right to Do what She Can Do Well». Її публікація 1998 року «Японський віскі, шотландська суміш: Масатака Такецуру, король японського віскі та Ріта, його шотландська дружина» привернула увагу преси як у Японії, так і у Великій Британії. У ній розповідається про те, як Масатака Такецуру заснував віскікурню Nikka у 1934 році після того, як відвідав Глазго з Хоккайдо, щоб навчитися дистилювати. Останньою книгою, яку написала Чекленд, була «Налагодження культурних мостів» у 2003 році, яка розповідає про обмін мистецькими впливами між Японією та Сполученим Королівством. Крім своїх досліджень, вона чотири рази була запрошеним професором в Університеті Кейо в Токіо і, будучи заступницею редактора Східної Азії 19-го століття, написала п'ять біографій для Національного біографічного словника видавництва Oxford University Press.

## Пам'ять
Некролог The Times писав, що Чекленд прагнула формальності у стосунках і до неї регулярно зверталися не на ім'я, а «місіс Чекленд». У квітні 2001 року Японське товариство вручило їй щорічну нагороду на знак визнання її «внеску в англо-японські відносини». Меморіальний фонд Чекленд, названий на честь історика, надає фінансову підтримку аспірантам, які досліджують економічну та соціальну історію в шотландських університетах. Архівна служба Університету Глазго зберігає колекцію, пов'язану з Чекленд. Вони містять її особисті документи та фотографії, що стосуються її роботи.